# لجنة ملنر
لجنة ملنر هي لجنة شُكلت في 22 سبتمبر 1919 من قبل الحكومة البريطانية، للوقوف على أسباب ثورة 1919 في مصر.

## الأعضاء
- الفريد ملنر - وزير المستعمرات (رئيس)
- ا. ت لويد - (سكرتير) مُتقن للغة العربية.
- أنجرام.. - موطفن بوزارة الخارجية البريطانية(مساعد سكرتير)
- رنل رود - سفير إنجلترا في إيطاليا في فترة الحرب العالمية الأولى.
- جون مكسويل - قائد القوات البريطانية في مصر في فترة الحرب العالمية الأولى.
- أوين توماس - عضو بالبرلمان البريطاني وخبير زراعي.
- سبندر - رئيس تحرير جريدة وستمنستر جازيت.
- هرست - مستشار قضائي بوزارة الخارجية البريطانية.

## النتائج
فشلت هذه اللجنة لان المصريين قاطعوها لانهم إذا ما لم يقاطعونها فإنهم بذلك يجعلون التوكيلات التي توجد مع سعد لاغية وقام سعد بالتفاوض ولكن في النهاية وصلوا الي إعطاء مصر حرية صورية غير حقيقية فرفض الشعب ذلك.

## الهوامش
1. ↑  الرافعي 1987، صفحة 401